# Люксембург во Второй мировой войне
Люксембург во Второй мировой войне — период в истории Великого Герцогства Люксембург, начавшийся вторжением германских войск на его территорию 10 мая 1940 года и окончившийся его освобождением Антигитлеровской коалицией в конце 1944 года — начале 1945 годов.
К 11 мая 1940 года полностью оккупирован нацистской Германией. В мае 1942 года вошёл в её состав. В период оккупации немецкими оккупационными властями проводилась политика германизации, направленная против распространения иных языков, кроме немецкого, и местных обычаев. Происходил призыв люксембуржцев в вермахт, в результате чего на территории Великого Герцогства продолжало нарастать сопротивление оккупантам, вылившееся в 1942 году во всеобщую стачку. Политике германизации способствовала деятельность местной нацистской организации «Volksdeutsche Bewegung», образованной сразу же после оккупации Люксембурга вермахтом. Незадолго до капитуляции члены правительства во главе с великой герцогиней Люксембургской Шарлоттой покинули территорию страны и бежали в Лондон, сформировав там правительство в изгнании. К тому же люксембуржцы принимали участие во Второй мировой войне в составе войск антигитлеровской коалиции вплоть до освобождения государства в начале 1945 года.

## Предпосылки
С момента окончания Люксембургского кризиса в 1867 году государство не принимало участия ни в каких вооружённых конфликтах, что наглядным образом демонстрировало его неготовность к войне. На протяжении всей германской оккупации Люксембурга в ходе Первой мировой войны в казармах оставалось 400 военнослужащих добровольческого и жандармского корпуса. В произнесённой в марте 1939 года речи в Рейхстаге Адольф Гитлер гарантировал сохранение суверенитета страны.
В период проведения политики умиротворения и после объявления Великобританией и Францией войны нацистской Германии произошло незначительное увеличение вооружённых сил государства. К 1940 году в состав армии входило 13 офицеров, 255 оснащённых оружием жандармов и 425 солдат.
В сентябре 1939 года в связи с боязнью порождения антагонизма в нацистской Германии по отношению к люксембуржцам на территории государства прекратило вещание Радио Люксембург. В период Странной войны жизнь людей в стране проходила относительно спокойно, не пришлось прибегать к светомаскировке, регулярные поезда продолжали ходить во Францию и Германию как ни в чём не бывало.
Весной 1940 года началось возведение фортификационных сооружений линии Шустера на люксембургско-немецкой границе, при создании которых в основном использовались сталь и бетон.

## Вторжение
После увеличения числа люксембургских войск на немецкой границе 9 мая 1940 года укрепления линии Шустера были демонтированы.
Наступление вермахта на территории Люксембурга в ходе плана «Гельб» началось в 4:35 утра совместно с вторжением в Бельгию и в Голландию. Действия немецких диверсантов, переодетых в штатское, направленные против гарнизона линии Шустера, были предотвращены. Военнослужащие, застигнутые врасплох в казармах, практически не оказали никакого сопротивления немцам. К 9 часам утра столица государства была занята.
После начала вторжения в Люксембург десятки тысяч беженцев двинулись с территории государства и прилежащих к ней земель во Францию с целью избежать попадания в зону оккупации.
В 8:00 ряд французских дивизий перешёл границу в районе линии Мажино в наступление и приняли участие в боях против немецких войск, затем же совместно с добровольческим и жандармским корпусом начал отступление. В ходе вторжения на территорию Люксембурга 7 солдат пропало без вести, погиб 1 английский пилот и 5 спагов.

## Период оккупации

### Жизнь в период оккупации
Отправление правительства страны в изгнание привело к установлению полной анархии в Люксембурге. Был сформирован исполнительный совет, председателем которого назначили Альфреда Верера, с целью заключения с нацистами договора, гарантировавшего бы Люксембургу предоставление статуса в какой-то степени независимого государства в качестве протектората нацистской Германии; также члены совета призывали к возвращению великой герцогини на родину. Однако территория герцогства вошла в состав новообразованного гау Кобленц-Трир (24 января 1941 года переименовано в «Мозелланд»), в результате чего мечте о независимости не суждено было сбыться. Окончательно независимость в руководстве государством правительственные органы утратили в июле 1940 года несмотря на то, что в Бельгии и Нидерландах, оккупированных вермахтом, местным политикам гарантировалась полная свобода в принятии различных решений политического характера. В августе 1942 года Люксембург официально вошёл в состав нацистской Германии.
В августе 1940 года гауляйтером гау Кобленц-Трир Густавом Симоном была обнародована декларация, наложившая табу на употребление на территории государства франкоязычной лексики, с целью ускорения процесса вхождения Люксембурга в состав Германии; к тому же выпускались плакаты следующего содержания: «Eure Sprache sei deutsch und nur deutsch» («Вы обязаны говорить на немецком и только на немецком»). В результате этого среди гражданских лиц, несогласных с политикой нацистской Германии в стране, произошла популяризация люксембургского языка, на употребление которого запрета наложено не было.
С августа 1942 года все люксембуржцы, подлежавшие призыву, призывались в вермахт. В ходе войны в германских вооружённых силах несли службу 12 000 люксембуржцев, 3 000 из которых погибли.

### Коллаборационизм
Наиболее влиятельной коллаборационистской организацией, действовавшей на территории Великого Герцогства, являлась «Volksdeutsche Bewegung» («VdB»). Образованная Дамианом Кратценбергом сразу же после оккупации государства вермахтом, она занималась популяризацией идеи вхождения Люксембурга в состав Германии; её девиз — «Heim ins Reich» («На родину, в Рейх»). В период нахождения «VdB» на пике активности численность её членов составляла 84 000 человек, однако в довольно частых случаях вступление в данную организацию населения происходило под давлением оккупационных властей с целью привлечения мужчин на службу в вермахт. С 1941 года все рабочие, занимавшиеся ручным трудом, под давлением нацистов вступали в германский трудовой фронт; с определённого возраста лица обоих полов зачислялись Имперской службой труда на предприятия военно-промышленного комплекса.
Всячески поощрялось вступление в нацистскую молодёжную организацию «Luxemburger Volksjugend» («LVJ»), основанной в 1936 году и первоначально не имевшей успеха среди населения; впоследствии она вошла в состав гитлерюгенда.
В августе 1942 года на территории Люксембурга была введена воинская повинность, неотличимая по своим принципам от действовавшей в нацистской Германии. В годы войны в вермахте несли службу 12000 человек, 3 000 из которых погибли, 1 500 пропали без вести.

### Движение Сопротивления
Зимой 1940—1941 года на территории Люксембурга началось формирование небольших партизанских отрядов, проводивших подрывную деятельность против немецких оккупантов. Все отряды стремились достичь совершенно разные политические цели, в состав ряда отрядов вошли представители определённых существовавших до начала войны партий, социальных групп (к примеру, скаутов), коллективы студентов и рабочих. В связи с незначительностью численности вооружённых сил Великого Герцогства до войны партизаны испытывали затруднения при необходимости оснащения вооружением, поэтому первоначально лишь незначительное количество лиц было подобающим образом вооружено. Как бы то ни было, небольшое по размерам сопротивление производило распространение антинемецких листовок, в 1942 году началось сокрытие в безопасности «рефрактеров» (фр. réfractaires; тех, кто не желал служить в вермахте) и в ряде случаев налаживание связей с лицами, осуществлявшими их вывоз за пределы государства без получения какого бы то ни было ущерба. К примеру, министру юстиции Люксембурга в изгнании Виктору Бодсону правительство Израиля присвоило титул «праведник мира» за оказание помощи 100 евреям в эмиграции с территории страны в годы Второй мировой войны.
Огромное значение имела добывавшаяся партизанами информация. Участник Движения Сопротивления в Люксембурге Леон-Анри Рот добыл и предоставил военнослужащим Антигитлеровской коалиции информацию о существовании секретного полигона Пенемюнде на побережье Балтийского моря, в результате чего союзники предприняли ряд бомбардировок города.
Весной 1944 год огромное число партизанских отрядов вошло в состав «Союза организаций Движения Сопротивления».
В ноябре 1944 года части Ваффен-СС атаковали отряд люксембургских партизан численностью 30 человек, находившийся под командованием Виктора Абенса, в замке в районе Виандена. Потери немцев, понесённые в ходе сражения, составили 23 человека, потери люксембуржцев составили всего 1 человека несмотря на необходимость отступить на позиции союзников.

#### Невооружённое сопротивление
В период оккупации огромной популярностью пользовалось невооружённое сопротивление. В августе 1940 года началась «война нагрудных значков» (люкс. Spéngelskrich): люксембуржцы крепили к одежде с помощью булавки патриотические значки, на которых изображался национальный флаг или великая герцогиня; за это члены организации «Volksdeutsche Bewegung» подвергли жителей Люксембурга гонениям.
В октябре 1941 года немецкие оккупационные органы власти провели опрос люксембуржцев, в ходе которого интересовались их национальностью, родным языком и расовой принадлежностью; немцев просто поразили его результаты: при ответе на все вопросы 95 % опрошенных назвали себя люксембуржцами. После отказа признать себя немцами жители государства подверглись массовым арестам.
Люксембуржцы не испытывали особого желания служить в вермахте. 31 августа 1942 года после заявления властей об установлении всеобщей воинской повинности мужчин 1920—1927 годов рождения в городе Вильц, располагающемся в северной части страны, началась стачка. Количество её участников росло с огромной скоростью, производство продукции военно-промышленного комплекса на заводах было приостановлено по территории всего государства. Восстание быстро подавили, организаторов арестовали. 20 человек подверглись издевательствам, затем особый трибунал (нем. Standgericht) провёл судебный процесс, приговор привела в исполнение расстрельная команда в районе концлагеря Хинцерт. Как бы там ни было, протесты против призыва в армию продолжились, и 3500 призывников дезертировали из рядов вермахта.

### Холокост
К началу войны численность евреев Люксембурга составляла 3500 человек, в основном в их число входили лица, подвергшиеся гонениям на территории нацистской Германии. В сентябре 1940 года в государстве были приняты Нюрнбергские расовые законы, утверждённые в Германии в 1935 году, что вынудило евреев бежать во Францию. К моменту запрещения выезда из страны в октябре 1941 года из страны эмигрировало около 2500 евреев. По сути практически все бежавшие из Люксембурга евреи были впоследствии убиты или депортированы. В сентябре 1941 года для ношения евреями на одежде была введена жёлтая звезда с целью упрощения операции определения национальности тех или иных лиц.
В октябре 1941 года началась высылка оставшихся в живых 800 евреев в лодзинское гетто, а также в концентрационные лагеря Терезиенштадт и Аушвиц. Около 700 человек подверглось депортации из пересыльного лагеря в районе монастыря Фуэнфбруннен в город Труавьерж, располагающийся в северной части страны.
19 октября 1941 года оккупационные власти объявили о полном очищении от евреев территории Люксембурга, однако ряд иудеев уничтожен всё-таки не был и продолжал скрывался от нацистов на протяжении всего хода войны. Известно, что к моменту освобождения страны войсками Антигитлеровской коалиции там оставалось в живых всего лишь 36 евреев.

## Деятельность вооружённых сил Свободного Люксембурга и правительства в изгнании
Первоначально органы правительства Люксембурга в изгнании располагались в Париже, затем, после окончания Французской кампании вермахта, — в Лиссабоне и в Лондоне. После образования органов правительства в изгнании в одном из домов на улице Wilton Crescent («Уилтон-Кресент») в районе Лондона Белгравии члены семьи великой герцогини переехали в Монреаль (Канада), на территории которого в основном употреблялась французская речь. Члены правительства занимались освещением тем, так или иначе связанных с Люксембургом, в прессе союзнических государств и смогли добиться начала вещания радио BBC на люксембургском языке на оккупированной вермахтом территории Люксембурга. В 1944 году в Лондоне представителями бельгийского, нидерландского и люксембургского правительств была подписана Конвенция о таможенном союзе, официально оформившей Бенилюкс, и закреплён переход к Бреттон-Вудской системе организации денежных отношений и торговых расчётов.
Участие люксембуржцев в войне в составе войск Антигитлеровской коалиции не имело значения для дальнейшего хода военных действий, ведь численность воевавших на стороне союзников составила всего лишь несколько десятков человек. В марте 1944 года были укомплектованы расчёты четырёх пушек QF 25 pounder, названных в честь дочерей великой герцогини Елизаветы, Марии-Аделаиды, Марии-Габриэллы и Аликс, входившие в состав отряда «C» первого бельгийского дивизиона полевой артиллерии первой бельгийской пехотной бригады, командующим которой был назначен Жан-Батист Пирон. В состав отряда входило 80 человек. 6 августа 1944 года отряд «C», также известный как бригада Пирона, в составе первого бельгийского дивизиона полевой артиллерии высадился в Нормандии, в сентябре 1944 года принял участие в освобождении Брюсселя от немецких захватчиков.
В 1942—1945 годах в составе одного из подразделений ирландской гвардии воевал сын великой герцогини, принц Жан, впоследствии великий герцог.

## Освобождение
Освобождение территории Люксембурга было проведено войсками стран Антигитлеровской коалиции в сентябре 1944 года. Танковые части заняли оставленную вермахтом без боя столицу 10 сентября 1944 года. По мере продвижения союзников набирало мощь Движение Сопротивления: в районе Виандена 15—19 ноября того же года произошло сражение между с одной стороны отрядами люксембургских партизан и значительно превосходившей её численно группировкой немцев. Во второй половине декабря верховным главнокомандованием вермахта в Люксембурге и части Арденн, расположенных в Бельгии, была предпринята Арденнская операция. Несмотря на нахождение столицы государства в руках союзников, в ходе операции первоначально немцам удалось захватить ряд населённых пунктов на севере страны, и частям вооружённых сил Антигитлеровской коалиции пришлось вновь вести там военные действия.
Гауляйтер гау Мозелланд (в состав которого входил и Люксембург) Густав Симон предпринял попытку бежать, однако попал в плен и был заключён в тюрьму, на территории которой и совершил самоубийство 18 декабря 1945 года. Попавших в тюрьмы коллаборационистов-люксембуржцев привлекли к судебной ответственности. Так, в 1946 году основатель и руководитель организации «Volksdeutsche Bewegung» Дамиан Кратценберг был повешен за сотрудничество с нацистами.
В декабре 1944 года — феврале 1945 года двумя артиллерийскими орудиями Фау-3, дальность стрельбы которых составляла 40 км, производился обстрел столицы Люксембурга.

## Арденнская операция (1945)
В сентябре 1944 года была освобождена бо́льшая часть территории Люксембурга и фронт стабилизировался в районе рек Оур и Зауэр, у границы с Германией. После окончания военных действий в Бретани в Люксембург был переброшен 8-й корпус вооружённых сил США, принявший участие в боях на переднем крае обороны. Первый удар после начала наступления вермахта в районе рек Оур и Зауэр 16 декабря 1944 года приняли на себя части 4-й и 28-й пехотных дивизий США, а также боевая войсковая единица 9-й бронетанковой дивизии.
Согласно первоначальному плану американцев планировалось удержать занятые ранее города в районе границы. В результате этого в городах, планировавшихся к захвату немцами с целью установления контроля над дорогами в северной части страны и дальнейшего продвижения на запад, Клерво, Марнах, Хольцтум, Констум, Вайлер, Вальхаузен был возведён ряд оборонительных сооружений. После отступления американцев с данной территории там в январе 1945 года вторично установилась линия фронта. Под ударами союзников с юга образовалась дуга (англ. Bulge; отсюда происходит и название операции на английском языке — «The Battle of the Bulge»), изгибавшаяся на восток. 12 февраля 1945 года была освобождена последняя коммуна Люксембурга, находившаяся в руках гитлеровцев, — Вианден.
В связи с принятием командованием обеих сторон решения одержать верх над противником во что бы то ни стало, военные действия стали носить более ожесточённый характер, что и соответственно отразилось отрицательно на положении мирного населения. В ходе боёв были уничтожены более 2100 жилых помещений, 1400 домам нанесён непоправимый ущерб. 500 люксембуржцев, не принимавших участие в операции, были убиты. 45000 жителей бежали с мест проведения военных действий.

## Последствия

### Международные отношения
Вторжение и оккупация территории Люксембурга вермахтом в годы Второй мировой войны впоследствии повлияли на отношение правительства страны к проявлению нейтралитета при различных вооружённых конфликтах. 17 марта 1948 года ряд европейских государств, в том числе Люксембург, подписал Брюссельский пакт, содержавший чёткий регламент сотрудничества стран Европы после войны и послуживший дальнейшему вхождению Люксембурга в состав НАТО. Также начало проводиться более тесное сотрудничество с Бельгией в военном плане: военнослужащие совместно проходили военную подготовку. К тому же в 1950 году оба государства отправили в Корею бельгийский батальон, в состав которого входил 3171 бельгиец и 78 люксембуржцев.

### Участие в оккупации Германии
После окончания войны, в конце 1945 года, вооружённым силам Люксембурга были предназначены город Битбург, нагорье Айфель и ряд районов г. Саарбург во французской зоне оккупации. Люксембургские части находились в полном подчинении командования французской армии. В 1948 году люксембургские войска были выведены из Саарбурга, в июле 1955 года — из Битбурга и с нагорья Айфель.